# 10 років Рахунковій палаті (срібна монета)
«10 ро́ків Рахунко́вій пала́ті» — срібна ювілейна монета номіналом 10 гривень, випущена Національним банком України. Присвячена 10-й річниці заснування Рахункової палати.
Монету введено до обігу 14 вересня 2006 року. Вона належить до серії «Інші монети».

## Опис та характеристики монети
| Номінал грн. | Метал  | Маса, грам   | Діаметр, мм. | Якість виготовлення | Гурт     | Тираж, штук |
| ------------ | ------ | ------------ | ------------ | ------------------- | -------- | ----------- |
| 10           | срібло | 31,1 / 33,62 | 38,6         | пруф                | рифлений | 5 000       |

### Аверс
На аверсі монети в оточенні стилізованого рослинного орнаменту розміщено малий Державний Герб України, рік карбування монети «2006», номінал монети — «10»/«ГРИВЕНЬ» (унизу), а також позначення металу, його проби — «Ag 925», маси в чистоті — «31,1», угорі півколом напис — «НАЦІОНАЛЬНИЙ БАНК УКРАЇНИ».

### Реверс

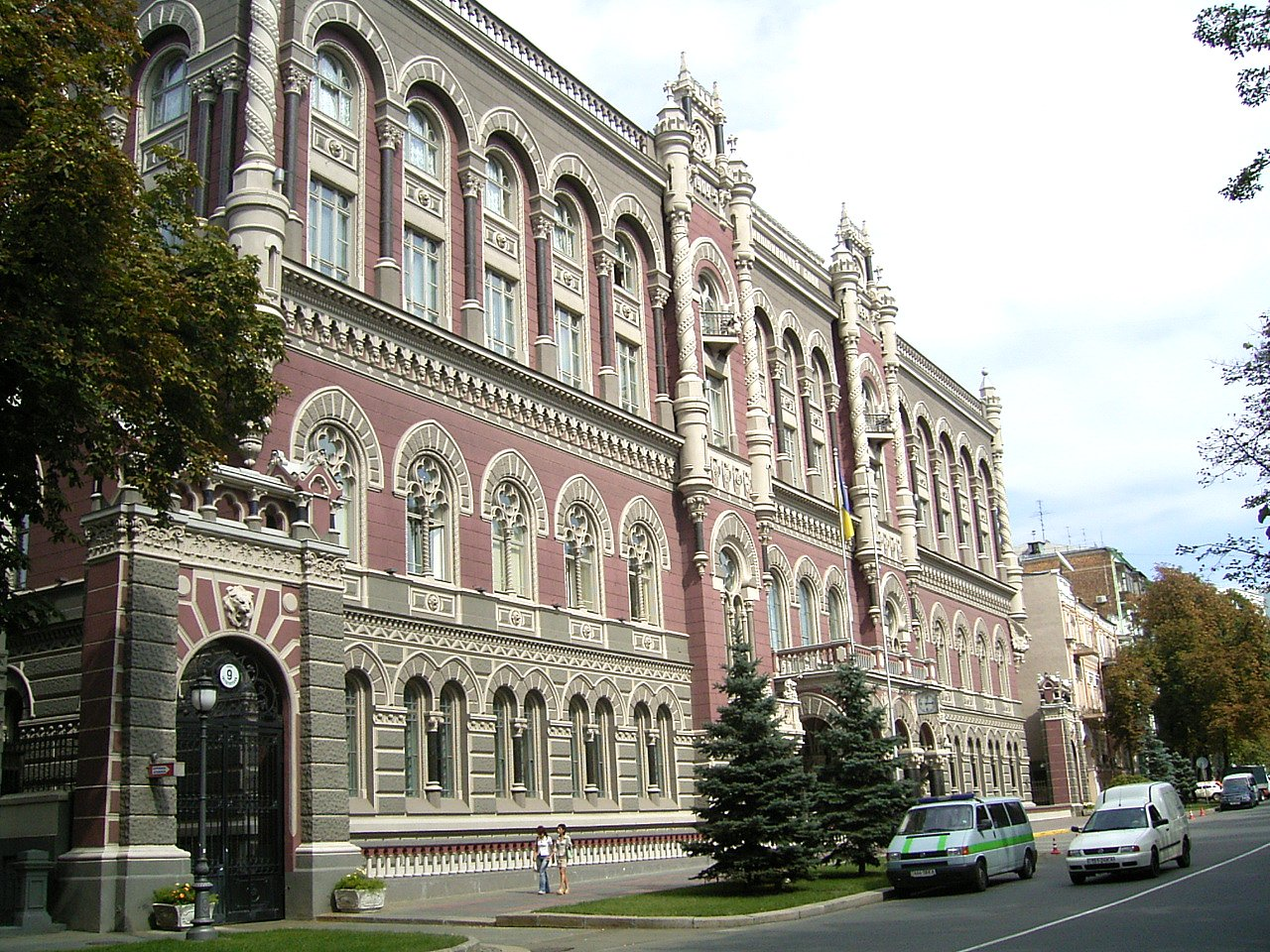
Будівля Національного банку України

На реверсі монети зображено будинок Рахункової палати, під яким на тлі давньоруської гривні напис — «10»/«РОКІВ», угорі півколом напис — «РАХУНКОВА ПАЛАТА», унизу — стилізований рослинний орнамент.

## Автори
- Художник — Володимир Дем'яненко.
- Скульптор — Володимир Дем'яненко.

## Вартість монети
Ціна монети — 956 гривень, була вказана на сайті Національного банку України 2018 року.
Фактична приблизна вартість монети, з роками змінювалася так:
| Рік        | 2010 | 2011 | 2012 | 2013 | 2014 | 2015 | 2016 | 2017 | 2018 | 2019 | 2020 | 2021 | 2022  | 2023  | 2024  | 2025  |
| ---------- | ---- | ---- | ---- | ---- | ---- | ---- | ---- | ---- | ---- | ---- | ---- | ---- | ----- | ----- | ----- | ----- |
| Ціна, грн. | 370  | 420  | 500  | 400  | 450  | 550  | 600  | 730  | 780  | 710  | 630  | 910  | 1 200 | 1 650 | 2 200 | 2 450 |